# Лидеры эскадренных миноносцев проекта 1
«Лидеры эсминцев проекта 1» — проект (тип) советских лидеров эскадренных миноносцев, построенных в первой половине 1930-х годов для советского Военно-Морского Флота. Первоначально планировалось построить 6 лидеров этого проекта: по 2 для ЧФ, СФ и БФ. Однако не вполне удовлетворительные характеристики лидеров этого типа заставили сократить программу по строительству кораблей этого проекта до 3 единиц («Ленинград», «Москва» и «Харьков»). Лидеры данного проекта принимали участие в боях в составе Черноморского и Балтийского флотов ВМФ СССР в годы Великой Отечественной войны.

## История разработки
Потенциальный противник на Чёрном море — Румыния предполагала ввести в состав своих ВМС в 1930 году два больших эсминца («Реджеле Фердинанд» и «Реджина Мария»), в качестве прототипа румынского эсминца выбрали английский лидер «Шекспир», построенный в 1918 году. В проект внесли ряд существенных изменений: перекомпоновали машинно-котельные отделения, среднюю 120-мм пушку перенесли за вторую трубу, установили треногие мачты. Артиллерия: — шведские 120-мм орудия «Бофорс» с длиной ствола 50 калибров. Дальномеры и система управления огнём немецкой компании «Сименс».
Турция заказала на итальянских верфях четыре эсминца с 120-мм артиллерией, водоизмещением 1250 т и скоростью хода 36—38 узлов, созданых на основе проекта «Фольгоре». Закладка их планировалась в 1930, а вступление в строй — в 1932 году.
Потенциальный противник на Балтике — Польша, ввела в стой два эсминца («Wicher» и «Burza»), строившихся во Франции. Состав вооружения: 4 × 130-мм и 2 × 40-мм орудий, четыре пулемёта, два 550-мм трехтрубных торпедных аппаратов, 60 мин, нормальное водоизмещение — 1540 т, скорость хода — 33,8 узла.
Оценивая складывающуюся ситуацию, РВС решил форсировать закладку новых эсминцев-лидеров. Рассмотрение проекта состоялось на заседании РВС СССР 3 августа 1930 года. В июне 1932 года Техническое управление ВМС утвердило чертежи общего расположения эсминца-лидера проекта 1, спецификации по корпусу и устройствам, механической части, вооружению, защите и системам корабля. Проект разрабатывался под руководством В. А. Никитина; ответственным исполнителем проектных работ был П. О. Трахтенберг.
Вступление в строй всех трех лидеров первой серии намечалось на 1934 год.

### Сноски
1. 1 2  Качур, 2008, с. 9.
2. ↑  Качур, 2008, с. 10.
3. ↑  Качур, 2008, с. 12.